# جرام بارسونز
جرام بارسونز (بالإنجليزية: Gram Parsons)‏ هو عازف بيانو ومغن مؤلف ومغني وموسيقي وعازف قيثارة وكاتب أغاني أمريكي، ولد في 5 نوفمبر 1946 في وينتر هافن في الولايات المتحدة، وتوفي في 19 سبتمبر 1973 في جوشوا تري في الولايات المتحدة بسبب جرعة زائدة.

## وصلات خارجية
- الموقع الرسمي
- جرام بارسونز على موقع IMDb (الإنجليزية)
- جرام بارسونز على موقع الموسوعة البريطانية (الإنجليزية)
- جرام بارسونز على موقع ميوزك برينز (الإنجليزية)
- جرام بارسونز على موقع رولينغ ستون (الإنجليزية)
- جرام بارسونز على موقع إن إن دي بي (الإنجليزية)
- جرام بارسونز على موقع أول ميوزيك (الإنجليزية)
- جرام بارسونز على موقع ديسكوغز (الإنجليزية)
- جرام بارسونز على موقع قاعدة بيانات الفيلم (الإنجليزية)